# Sansevieria subtilis
Espèce
Classification APG III (2009)
Sansevieria subtilis, également appelée Dracaena subtilis, est une espèce de plantes de la famille des Liliaceae et du genre Sansevieria.

## Description
Plante succulente, Sansevieria subtilis est une espèce de sansevières à feuilles érectiles, longues (55 à 70 cm), moyennement larges et légèrement lancéolées (2,5 à 4,5 cm) et peu épaisses (0,25 cm), de couleur verte avec des striures plus claires,.
Elle a été identifiée comme espèce à part entière en 1915 par le botaniste britannique Nicholas Edward Brown.

## Distribution et habitat
L'espèce est originaire d'Afrique de l'Est, présente en Ouganda.

## Synonymes et cultivars
L'espèce présente un synonyme :
- Dracaena subtilis (N.E Brown, 1915 ; Byng & Christenh. 2018)